# پلاسیدو دومینگو

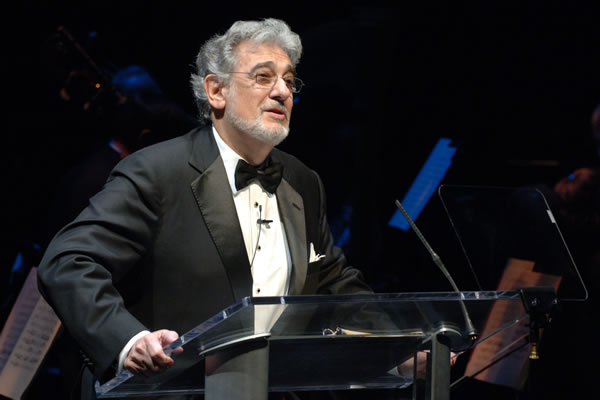
پلاسیدو دومینگو در حال سخنرانی در سازمان پشتوانه ملی هنرهای آمریکا، واشینگتن دی.سی. ۳۱ اکتبر ۲۰۰۸

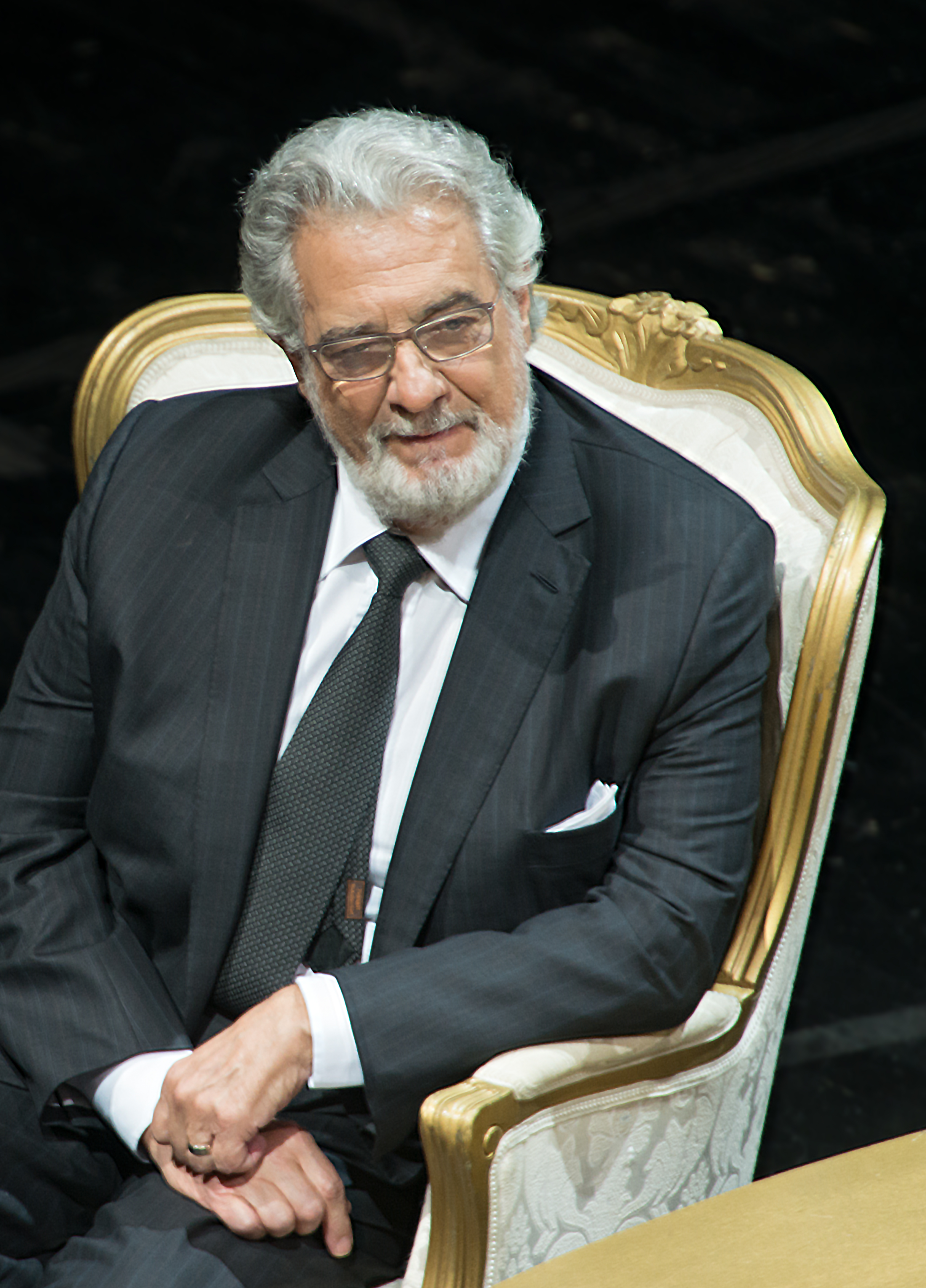
پلاسیدو دومینگو ۲۰۱۴

خوسه پلاسیدو دومینگو امبیل (به اسپانیایی: José Plácido Domingo Embil) (زادهٔ ۲۱ ژانویهٔ ۱۹۴۱)، که بیشتر با نام پلاسیدو دومینگو مشهور است، یک خوانندهٔ تِنور اپرایی مشهور اسپانیایی/مکزیکی است. او به خاطر صدای منعطف و قوی‌اش و نیز زنگ و شفافیتی که در گسترهٔ صداییِ خود دارد معروف است. دومینگو همچنین به دلیل توانایی بالایش در بازیگری اپرا و تعداد نقش‌های تأثیرگذار فراوانی که با تسلط از پس آن‌ها برآمده‌است، بسیار ستایش شده‌است. علاوه بر خوانندگی، او همچنین سابقهٔ رهبری اجراهای اپرایی را دارد و نیز مدیر اپرای ملی واشینگتن و اپرای لوس‌آنجلس بوده‌است.

## زندگینامه و فعالیت حرفه‌ای

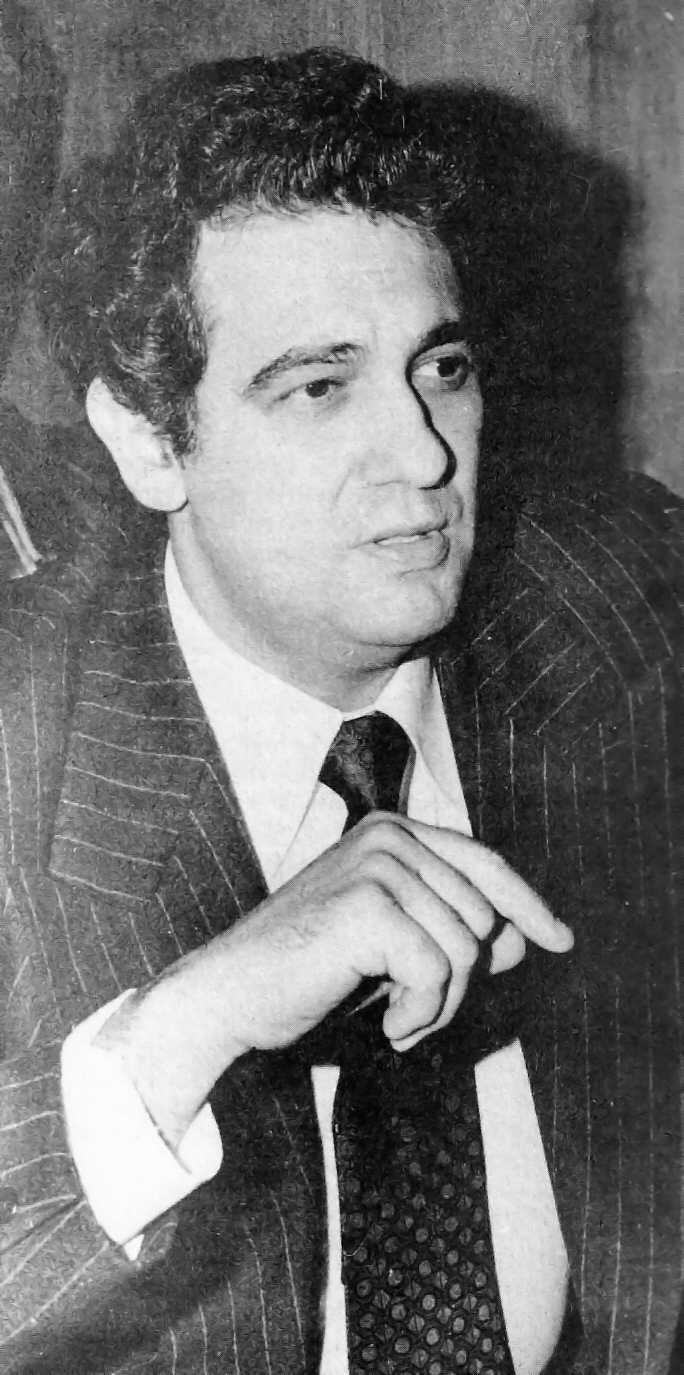
دومینگو در آرژانتین (۱۹۷۹)

پلاسیدو دومینگو در مادرید، اسپانیا به دنیا آمد و در ۸ سالگی به همراه خانواده‌اش به مکزیک رفت. او کنسرواتور ملی موسیقی در مکزیکو سیتی درس خواند و نواختن پیانو و رهبری ارکستر را آموخت. برای تجربه‌اندوزی به نوازندگی پیانو در کلوب‌های شبانه می‌پرداخت و در عین حال به ورزش علاقهٔ بسیاری داشت و برای تیم‌های ورزشی بیسبال و فوتبال کنسرواتوار مکزیکوسیتی بازی می‌کرد.
او در ۱۶ سالگی با یکی از پیانیست‌های همشاگردیش در کنسرواتوار ازدواج کرد، و خوزه پسرش در ۱۹۵۸ به دنیا آمد؛ بنابراین برای کسب درآمد برای خانواده‌اش در ۱۸ سالگی به عضویت اپرای ملی مکزیکو سیتی درآمد. در ابتدا به ایفای نقش‌های کم‌اهمیت می‌پرداخت، تا این که در سال ۱۹۶۲ نقش آلفردو را در اپرای لا تراویاتای وردی بازی کرد و پس از آن در طول ۲ سال و نیم با اپرای ملی اسرائیل در تل‌آویو، در ۱۲ نقش مختلف بیش از ۲۸۰ اجرا داشت. حضور پرجذبهٔ دومینگو روی صحنه در اواسط دهه ۱۹۶۰ بیش از پیش به چشم آمد و به این ترتیب او دامنهٔ کاری خود را با اجرای نقش‌های مختلف فرانسوی، ایتالیایی و آلمانی در سراسر دنیا گسترده‌تر نمود.
پس از پایان ازدواج نخستش، دومینگو با مارتا اورنلاس، ستارهٔ سوپرانوی اپرای ملی مکزیک آشنا شد. آن دو در ۱۹۶۲ با هم ازدواج کردند و نتیجهٔ این ازدواج دو پسر با نام‌های پلاسیدو در ۱۹۶۵، و آلوارو در ۱۹۶۸ بودند. دومینگو برای خانواده‌اش مردی مهربان و خونگرم است و همیشه تلاش دارد تا وقتش را میان کار و خانواده تنظیم نماید. مارتا با مشاوره‌های خود به شوهرش و محافظت از او در برابر آسیب‌های شهرت، توانسته‌است شخصیت برونگرای دومینگو و درگیری‌های دایمی‌اش با پروژه‌های مختلف را به تعادل برساند. همانند دوران نوجوانی، دومینگو همچنان دوست‌دار فوتبال است و به اخبار روز فوتبال علاقه نشان می‌دهد. بسیاری از همکاران خواننده‌اش، استعداد موسیقایی و شخصیت فروتن او را تحسین می‌کنند، و احترام او به کارهای گروهی همواره موجب رضایت خاطر کارگردانان و رهبران ارکستر است.
در ۱۹ سپتامبر ۱۹۸۵ بزرگ‌ترین زمین‌لرزهی تاریخ مکزیک، کل پایتخت مکزیک را ویران کرد و دومینگو چند تن از اقوام نزدیک خود را از دست داد. او و همسرش صبح روز بعد خود را به مکزیکو سیتی رساندند تا به کمک امدادگران برای نجات مردم از زیر آوار، بپردازند. در طول سال بعد، او کنسرت‌های خیریه‌ای برای قربانیان این حادثه برگزار و از یکی ار اجراهایش یک آلبوم نیز منتشر نمود. او در مجموع در حدود ۲ میلیون دلار برای کمک به قربانیان و بازسازی مناطق زلزله‌زده کمک کرد و به همین دلیل به پاس اعمال انسان‌دوستانه‌اش از دست رئیس‌جمهور مکزیک بالاترین نشان افتخار مکزیک (یعنی نشان عقاب آزتک) را دریافت کرد. دومینگو منبع الهام بسیاری از جوانان لاتین برای رشد و شکوفایی استعدادهای موسیقایی‌شان محسوب می‌شود.
در ۱۹۷۳، دومینگو اولین تجربهٔ رهبری خود را خانهٔ اپرا به دست آورد. اتوبیوگرافی او با نام چهل سال اول زندگی من در ۱۹۸۳ منتشر شد و در ۱۹۹۳ ستاره‌ای با نام او به پیاده‌روی مشاهیر در هالیوود اضافه شد.
دومینگو شاید یکی از منعطف‌ترین خوانندگان تنور در قید حیات است، که ۱۲۴ نقش را تا به امروز روی صحنه بازی کرده‌است. این نقش‌ها دامنهٔ وسیعی را از موتزارت تا خیناسته‌را پوشش می‌دهند. با این حال رپرتوار اصلی او ایتالیایی (اتلو، ایل ترواتوره، دون کارلوس) فرانسوی (کارمن، سامسون در سامسون و دلیله) و آلمانی (لوهنگرین، پارسیفال و زیگموند در دی والکوری) است. او همچنان اپراهای بیشتری را به رپرتوار خود اضافه می‌کند.
علاقهٔ دومینگو به کمک کردن به خواننده‌های جوان باعث شد که او مسابقات سالانه‌ای تحت عنوان اپرالیا(Operalia) بنیاد کند که تاکنون در پاریس، توکیو، هامبورگ، پورتوریکو، لوس آنجلس، واشینگتن و والنسیا برگزار شده‌است. این مسابقات به بزرگ‌ترین مسابقات در نوع خود، و با جوایزی نزدیک به ۲۰۰۰۰۰ دلار تبدیل شده‌است و خوانندگان بسیاری را به شهرت جهانی رسانده‌است؛ نه به دلیل جوایزش که به علت علاقه و پیگیری‌ای که دومینگو روی ادامهٔ حرفهٔ برگزیدگان آن از خود نشان می‌دهد.
دومینگو با اجرای برنامه به همراه لوچیانو پاواروتی و خوزه کارراس در کنسرت سه تنور در افتتاحیهٔ جام جهانی فوتبال ۱۹۹۰ رم، به شهرت جهانی بیشتری در خارج از دنیای اپرا دست یافت. این اجرا که در اصل برای کمک به بنیاد بین‌المللی لوسمی خوزه کارراس انجام شده بود، چند بار دیگر نیز در ۱۹۹۴ در لوس‌آنجلس، ۱۹۹۸ در پاریس، و ۲۰۰۲ در یوکوهاما تکرار شد. دومینگو به تنهایی نیز دوباره در فینال جام جهانی ۲۰۰۶ در برلین به صحنه رفت.